# Carpa (peix)
La carpa, carpa d'Holanda o carpa europea (Cyprinus carpio) és una espècie de peix d'aigua dolça de l'ordre de cipriniformes, de mida relativament gran, de cos comprimit lateralment, amb escates grans, una sola aleta dorsal que abasta al voltant de mig cos i dos parells de barbes petites a la boca.
És originària d’Europa oriental i oest d’Àsia. Viu en estanys o rius de corrent lent, embassaments, llacs i en fons de vegetació densa, preferentment on el fons és de llim o fang. N’hi ha un gran nombre de varietats. S'alimenta de larves de dípters i d'altres insectes aquàtics, de cucs i de petits mol·luscs. Pot viure en aigües un xic contaminades. Es reprodueix de maig a juliol. La carpa és omnívora, s'alimenta d’invertebrats, matèria vegetal, detrits orgànics i, fins i tot, peixos petits.
A l'estat espanyol és considerada una espècie invasora (Reial Decret 630/2013, per Sentència del Tribunal Suprem 637/2016) perquè genera greus impactes a l’ecosistema, altera el fons aquàtics i n'elimina la vegetació arrelada, augmenta la terbolesa de l’aigua i disminueix l’aliment per altres espècies de peixos. S'ha demostrat que la presència de la carpa provoca la disminució de manera alarmant de les poblacions d'ànec capblanc (Oxyura leucocephala), el morell cap-roig (Aythya ferina) i de fotges. De fet, la carpa és considerada per la Unió Internacional per a la Conservació de la Natura (UICN) com una de les cent espècies exòtiques invasores més perjudicials del món.
A diverses parts d'Europa la carpa és molt popular en la pesca i existeixen esquers específics per la seva captura. A la República Txeca, Eslovàquia, Polònia i Croàcia la carpa és un plat tradicional del dia de Nadal.

## Taxonomia
S'han descrit tres subespècies segons els patrons que segueixen les escames:
- C. carpio communis (carpa escamosa): Les escames són concèntriques regulars.
- C. carpio specularis (carpa mirall): Les escames formen una filera a ambdós costats. La resta del cos està nu.
- C. carpio coiaceus (carpa de cuir): Poques o cap escama a l'esquena i pell molt fina.

Està emparentada amb el carpí daurat, amb la qual fins i tot pot tenir descendència híbrida.

## Història
És originària d'Àsia Occidental i d'Europa de l'Est (Danubi, Mar Negre, Mar Càspia, Mar d'Aral). El seu repartiment és tan ampli i la seva introducció tan antiga que és difícil definir una regió d'origen precisa. Les primeres mencions escrites sobre la carpa es remunten aproximadament 500 abans de la nostra era a la Xina. Els romans la van portar d'Àsia Menor a Grècia, Itàlia i Gàl·lia. La carpa és citada per primera vegada en un text europeu pel rei dels ostrogots Teodoric el Gran vers el 500 de la nostra era: aquest va adreçar a les autoritats provincials una circular demanant-los que assegurin el proveïment de carpes de la taula reial. Al començament del segle IX, el rei dels francs Carlemany va exigir la construcció d'estanys de piscicultura en les terres de tots els seus funcionaris, però van ser sobretot els monjos els que van desenvolupar la carpicultura. La carpa va ser introduïda a Anglaterra el 1514, Dinamarca el 1560 i Sant Petersburg el 1729.

## Distribució
Actualment, la carpa comuna viu en aigües dolces d'Europa, Àsia, l'Extrem Orient i Amèrica del Nord. Als Països Catalans es distribueix per una gran part de les conques, des de la Muga fins al Segura, i també es coneix al torrent de Pareis, a Mallorca.

## Gastronomia
La carn de la carpa és força apreciada a diferents països europeus, però no a casa nostra on, bàsicament, es fa servir per a fer farina de peix; no obstant això, és relativament apreciada localment a les comarques meridionals del Principat i al llevant. No passa el mateix a l’est d’Europa i a l’Orient, on la carpa és cuinada de diferents i molt suggeridores maneres. És un dels peixos més consumits a tota l’Europa central: Alemanya, Polònia, Hongria, República Txeca, Eslovàquia... En aquests països es ven correntment a les peixateries i se’n troba fins i tot d’aquïcultura perquè no té el gust llotós que té la carpa de riu o d'embassament. A més, la carpa és el peix jueu per antonomàsia, ja que presenta unes grans escates que acompleixen els requeriments de les lleis kashruth, que en fan un menjar caixer per als practicants.

## Morfologia

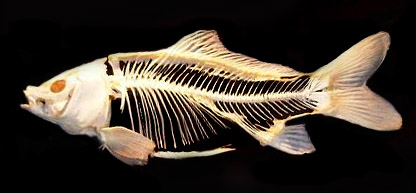
Esquelet de carpa comuna

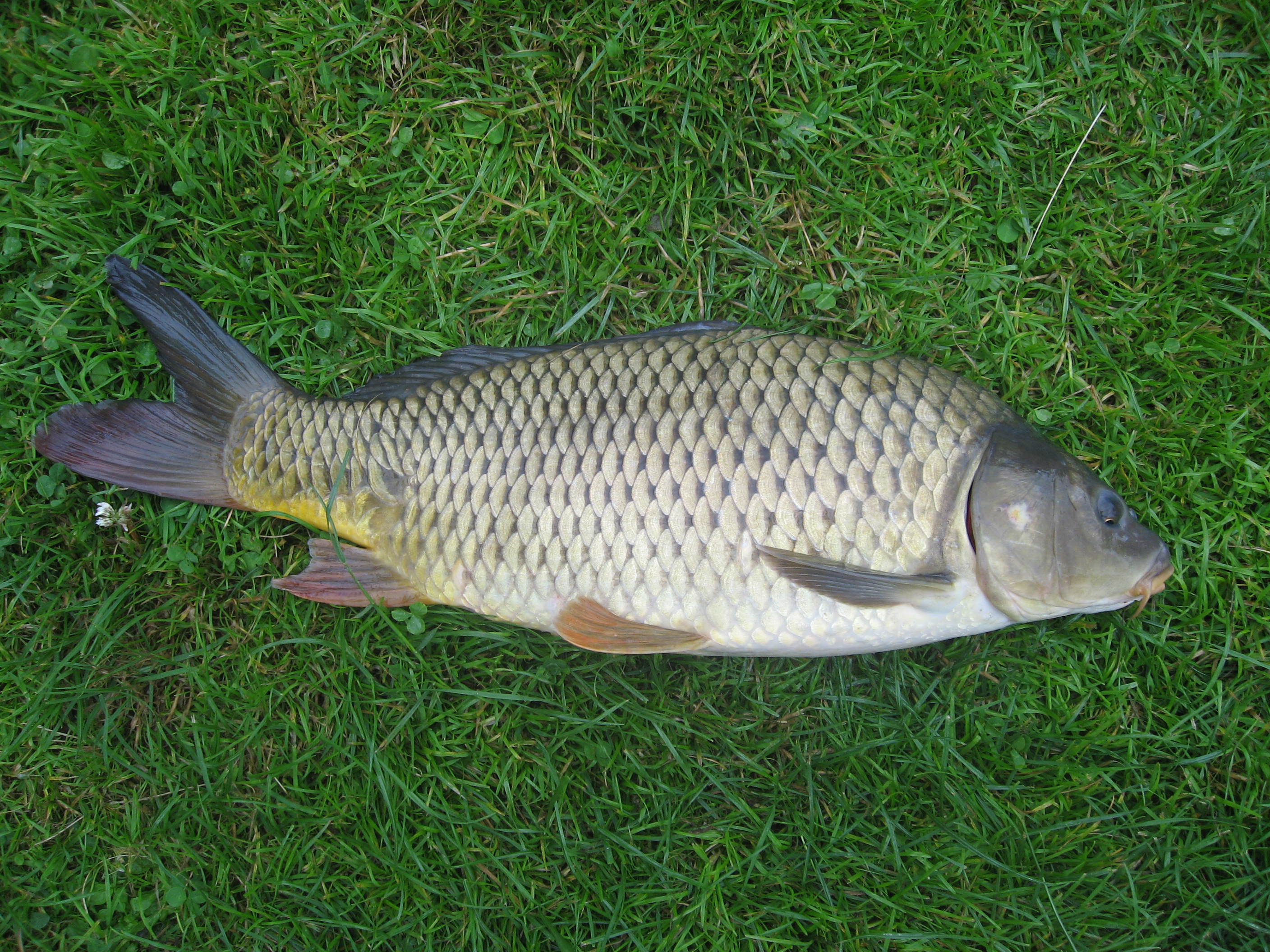
Una carpa salvatge

És un peix robust i de mida gran, que pot arribar a fer més d'un metre de longitud i sobrepassar els 40 kg de pes i viure més de vint anys. La forma del cos és molt variable, en funció parcialment del tipus d'ambient aquàtic ocupat, tot i que en general tendeix a ésser alt i comprimit. Les escates són grosses i la pell té tons daurats. L'aleta dorsal és molt llarga, i ocupa la meitat del cos, té un perfil còncau i un primer radi molt dur, espinós i serrat. Té una coloració daurada més fosca al dors. Presenta dos parells de barbes al voltant de la boca, el primer és molt curt.
La seva corpulència i la longitud de l'aleta dorsal permeten identificar fàcilment la carpa des de fora de l'aigua. Els individus joves tenen una taca fosca a la base de l'aleta caudal, que es perd als pocs mesos de vida. Presenta una espina dorsal serrada característica i les seves escames són llargues i fines. Els mascles tenen l'aleta ventral més llarga que les femelles. El color i la mida és molt variable, especialment en els exemplars domèstics.

## Ecologia
És present a gran part de la península Ibèrica, majoritàriament el curs mitjà i baix dels rius. Originàriament s'estenia des de l'est d'Europa fins a l'est d'Àsia. Va ésser una de les primeres espècies introduïda de forma generalitzada fora de la seva àrea nativa. Es pensa que les carpes introduïdes a Europa provenen de la població salvatge de la conca del Danubi, la qual els romans ja van expandir cap a l'oest. Actualment la carpa es troba establerta com a espècie invasora a més de 120 països de tots els continents ja que té una gran capacitat per assolir en poc temps densitats molt elevades sota les condicions adients.
Té un impacte ecològic important, ja que remena els sediments fins del riu amb el morro, això comporta la resuspensió d'una gran quantitat de sediment, fet que afavoreix sovint l'eutrofització (creació d'algues a partir d'aigües brutes), afecta negativament de retruc molts elements dels medis aquàtics (vegetació submergida, ànecs capbussadors...), disminució de la qualitat de l’aigua, augment de la terbolesa i desaparició de macròfits, canvis dràstics i generals en la xarxa tròfica, i disminució global de la biodiversitat. Aquests efectes solen ser especialment greus en sistemes soms amb escassa renovació de l’aigua. En conseqüència, la carpa té uns efectes devastadors perquè destrueixen per complet tota la vegetació (els macròfits) del fons dels rius i estanys, remouen el sediment i provoquen un canvi radical en el medi. Així, mentre algunes espècies només modifiquen la comunitat de peixos per predació o competència, la carpa modifica directament l'hàbitat, tant eliminant la vegetació submergida com incrementant la terbolesa de l'aigua, en remoure el fons, cosa que no permet que penetri la llum i no pugi arrelar nova vegetació. Aquests fets tenen implicacions molt greus en tot el sistema aquàtic i les seves comunitats associades (vegetació, invertebrats, peixos, ocells, mamífers...) empobrint-les o fins i tot, en molts casos, fent-les desaparèixer.
Presenta una gran tolerància fisiològica a les variacions de la temperatura, i a les aigües molt tèrboles o contaminades, i sobretot a la baixa concentració d’oxigen. És, doncs, una espècie amb un ampli rang de tolerància ambiental, tot i que prefereix grans masses d'aigua amb poc o gens de corrent i substrats tous. Per aquest motiu, és freqüent als trams baixos dels rius i els seus aiguamolls associats, i és també omnipresent als embassaments, llacunes i aigües salobres. Sovint apareix en basses aïllades, sempre a partir d'introduccions.

## Alimentació
La seva alimentació inclou tant elements animals (invertebrats bentònics) com vegetals (algues, fanerògames, llavors), que troba remenant els sediments fins. Els exemplars més grossos també inclouen en la seva dieta petits peixos com barons o pseudosarbores. L'alimentació comuna durant tot el dia amb l'alimentació més intensiva a la nit i al voltant de la sortida del sol.

## Reproducció
La reproducció ocorre entre els mesos d'abril i juny, sempre en aigües tranquil·les, a prop de la vora i amb presència de vegetació submergida o emergent com ara bogues o canyís. Els mascles maduren a l’edat d’1 o 2 anys, que és quan se’ls desenvolupen els tubercles nupcials, i les femelles ho fan més tard, a 2 o 3 anys. Per fer la fresa se’n van cap a aigües poc profundes, en petits grups d’una o dues femelles i diversos mascles i formen sorollosos grups que agiten vigorosament les plantes amb forts cops de cua. Les femelles deixen una quantitat d’ous enorme, d’uns quants centenars o milers, que queden adherits al fons i es desclouen al cap d’uns quants dies (entre 3 i 8 dies). Durant l'època de reproducció, els mascles mostren nombrosos petits tubercles nupcials escampats pel cap i el cos.
Els principals depredadors de la carpa actualment són els peixos sol. Són uns peixos de mida petita d'origen americà, que s'han estès massivament per les aigües de molts països. Aquests peixos es mengen els ous de les carpes i altres peixos quan són acabats de pondre. Un altre depredador de la carpa és el luci, però com que n'hi ha pocs comparat amb el nombre de carpes, no els afecta gaire. Per acabar, uns altres depredadors potencials d'aquests ciprínids serien el corb marí o el bernat pescaire. Aquestes aus, però, només ataquen els exemplars petits.
També és considerat un dels hostes intermediaris del tremátode Clonorchis sinensis, sobretot en regions asiàtiques com la Xina o Corea